# Mont Jocou
De Mont Jocou of kortweg Jocou is een berg in de Franse Vooralpen, op de grens van de departementen Drôme en Isère. De berg vormt met 2051 meter hoogte het hoogste punt van de Haut-Diois (ook wel Dioismassief), een bergmassief dat tussen de Vercors, Dévoluy, Bochaine en Baronnies gelegen is.
De top biedt een prachtig panorama op de streek Trièves, het massief van de Vercors, de westelijke toppen van de Dévoluy en departement Drôme. Bij helder weer kan men in zuidelijke richting de Mont Ventoux zien. Vanaf het voormalige skistation bij de Col de la Croix-Haute moet men op een wandeltijd van twee tot drie uur rekenen om de top te bereiken en één à twee uur voor de afdaling. De top is ook te bereiken vanaf de Col de Grimone.

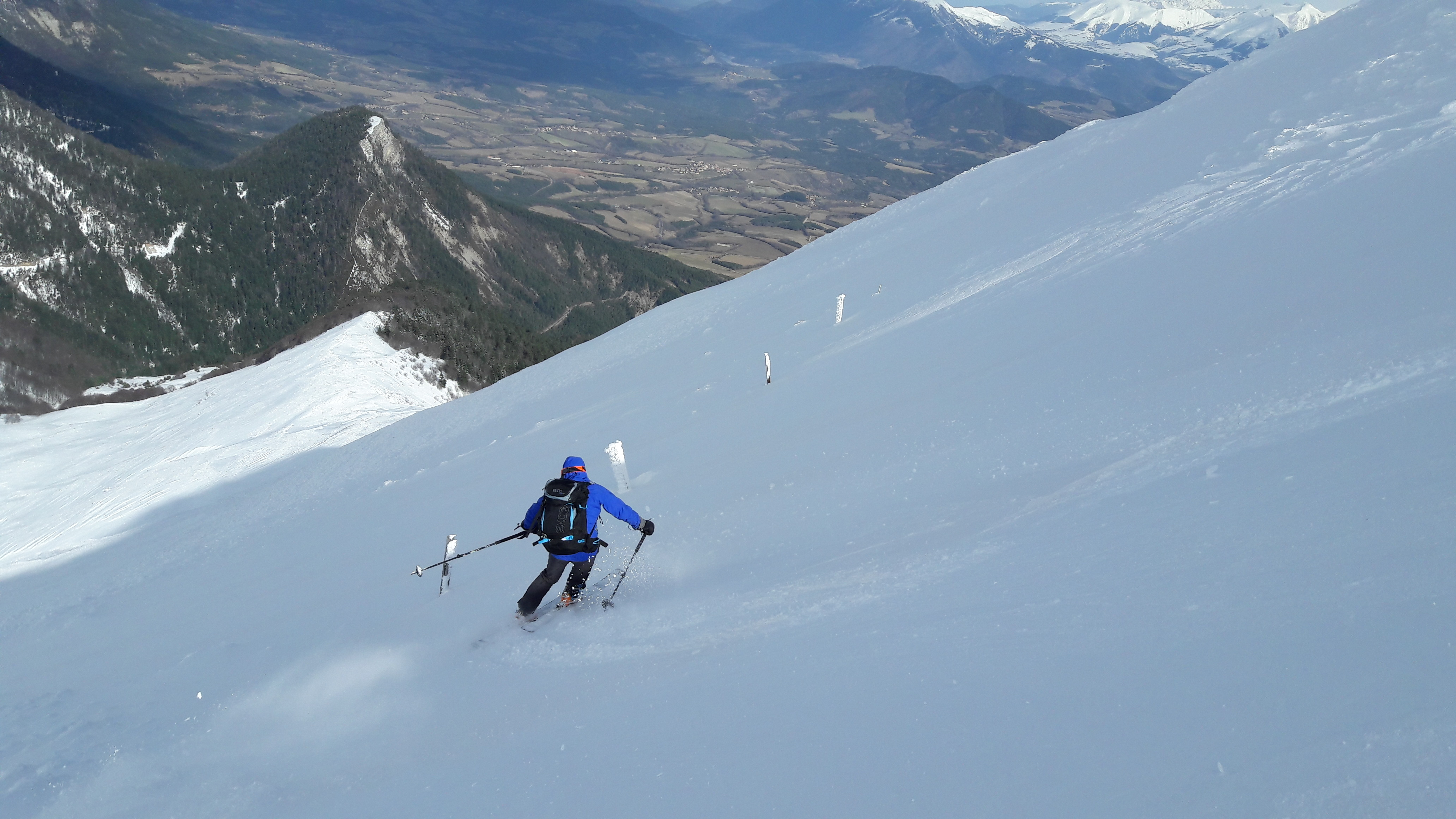
Afdaling per ski van de noordflank van de Jocou (vanaf de crête de Larchat naar de vallei van de Ruisseau du Col de Seysse).